# Hadena chosensis
Hadena chosensis là một loài bướm đêm trong họ Noctuidae.